# Garbure
La garbure (de l’occitan garbura, soupe aux choux et au confit d'oie ou de canard, du gascon garbure, aussi appelée bigourne dans le Périgord) est une potée au chou, avec des morceaux de légumes, traditionnelle de la cuisine gasconne dans le Sud-Ouest de la France. Elle est d'origine béarnaise et bigourdane ,.

## Histoire et étymologie
Emprunté au gascon garburo (garbura en graphie classique), repéré au XVIe siècle en gascon et au XVIIIe siècle en français, d'origine incertaine. Peut-être d'une racine pré-latine : cf. castillan garbías et garbanzo. Il est à noter que, dans ce plat de pauvres essentiellement rural, la cuisse de confit de canard, ou d’oie, ne s’impose que vers le milieu du XXe siècle. Elle est toujours distinctive de la garbure élaborée dans le Gers, les Landes et les Hautes-Pyrénées.

## Préparation
La garbure était l'aliment quotidien des paysans gascons. Elle variait d'une maison à l'autre, et suivant le rythme des saisons, avec les ressources du potager et du saloir. Le principe de sa recette consiste à faire cuire longuement un assortiment de légumes et de viandes, en général confites. Servie comme potage ou comme plat de résistance, la garbure peut être adaptée aux besoins de chacun.

### Légumes

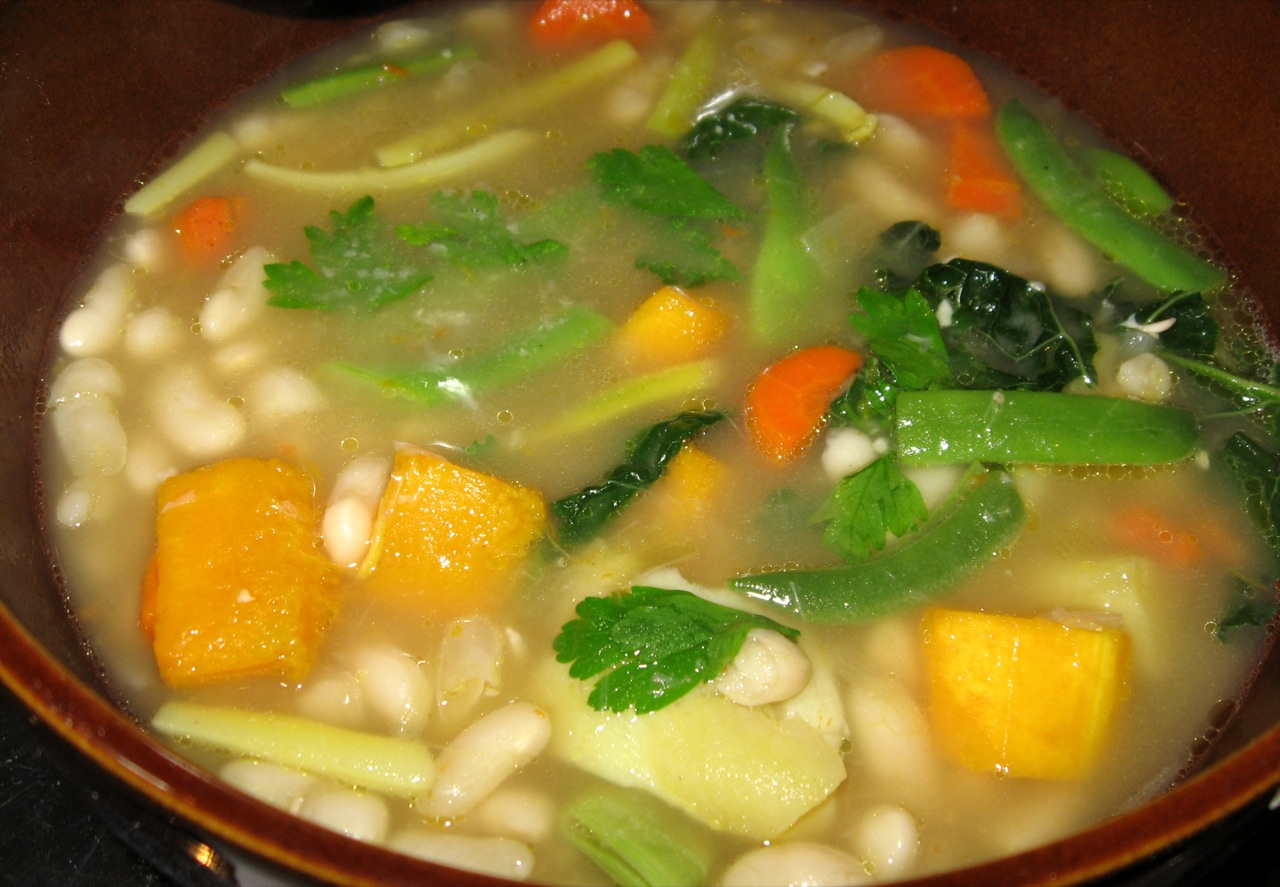
Garbure de légume

Côté légumes, tout est possible. Ils doivent être nombreux. On parle d'une gerbe (garbe) : le chou vert accompagné du haricot-maïs (dit haricot tarbais ; en Béarn, pour ne pas dire tarbais, on utilisera le nom de « haricot-maïs du Béarn ») frais ou sec, de fèves, de mange-tout, de pommes de terre, de navets, de gros pois, d'oignons, d'ail, parfois de carottes, de raves et même de laitues, de châtaignes, d'orties, voire de bourrache.

### Viandes

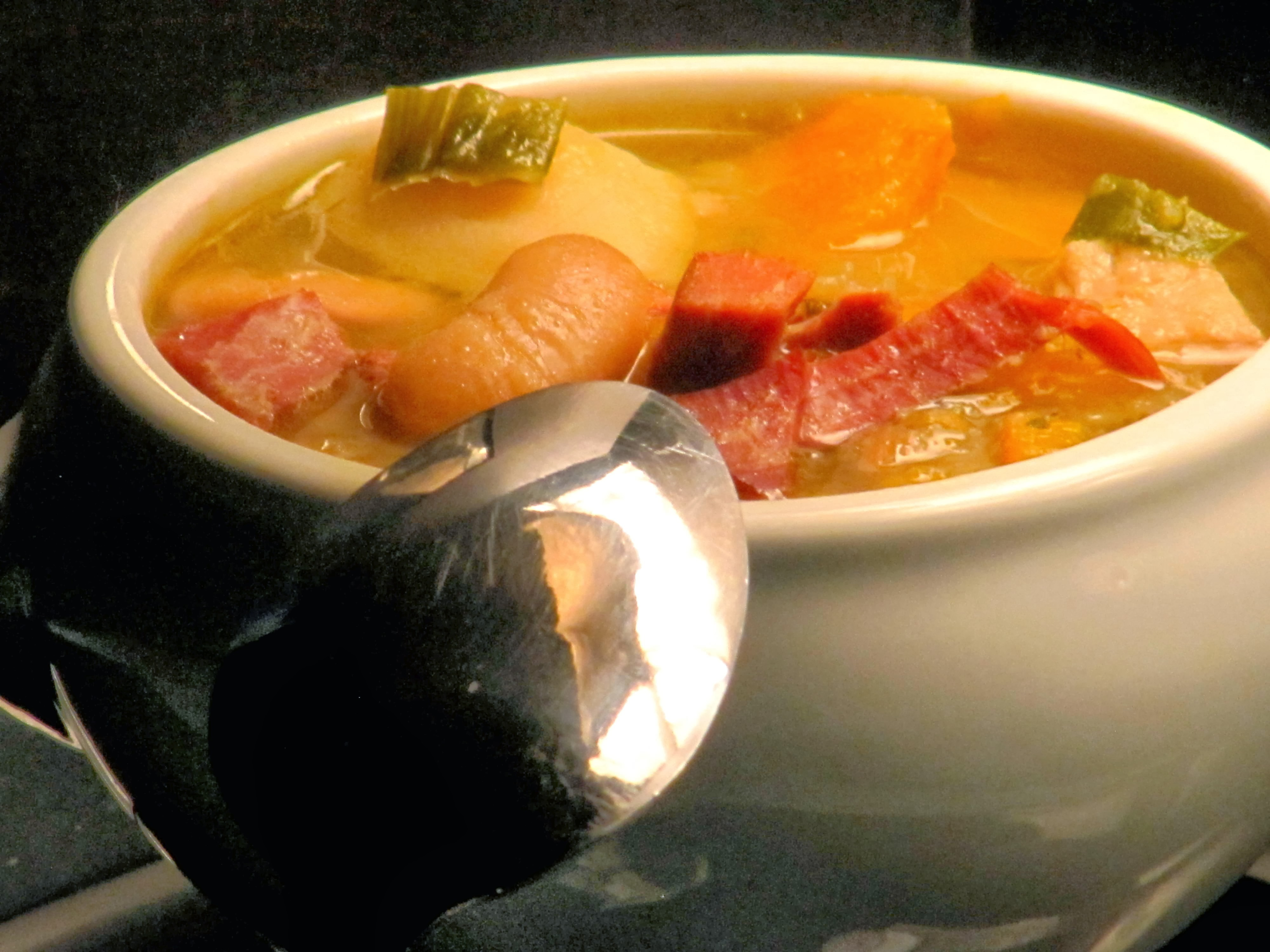
Garbure du Béarn.

Parmi les viandes possibles, on trouve évidemment la cuisse de canard, confite dans sa graisse, qui apporte une saveur inestimable. Mais également de la carcasse, quelques abattis d'oie, du jarret de porc séché, le trognon d'un gros jambon (le camalhoû) ou un morceau de cou de cochon, du lard, du saucisson, des gésiers, des côtes sèches (les coustoûs).

## Landes
Au moins dans les Landes, le chou utilisé est exclusivement du chou cavalier (aussi appelé chou vert ou chou fourrager), qui donne un goût typique, légèrement amer. Compte tenu de leur dureté, les feuilles sont taillées en fines lanières. Ceci justifie le nom de garbure (en gascon : garbura, du gascon garba : « gerbe »), les feuilles du chou cavalier se présentant en bouquet.

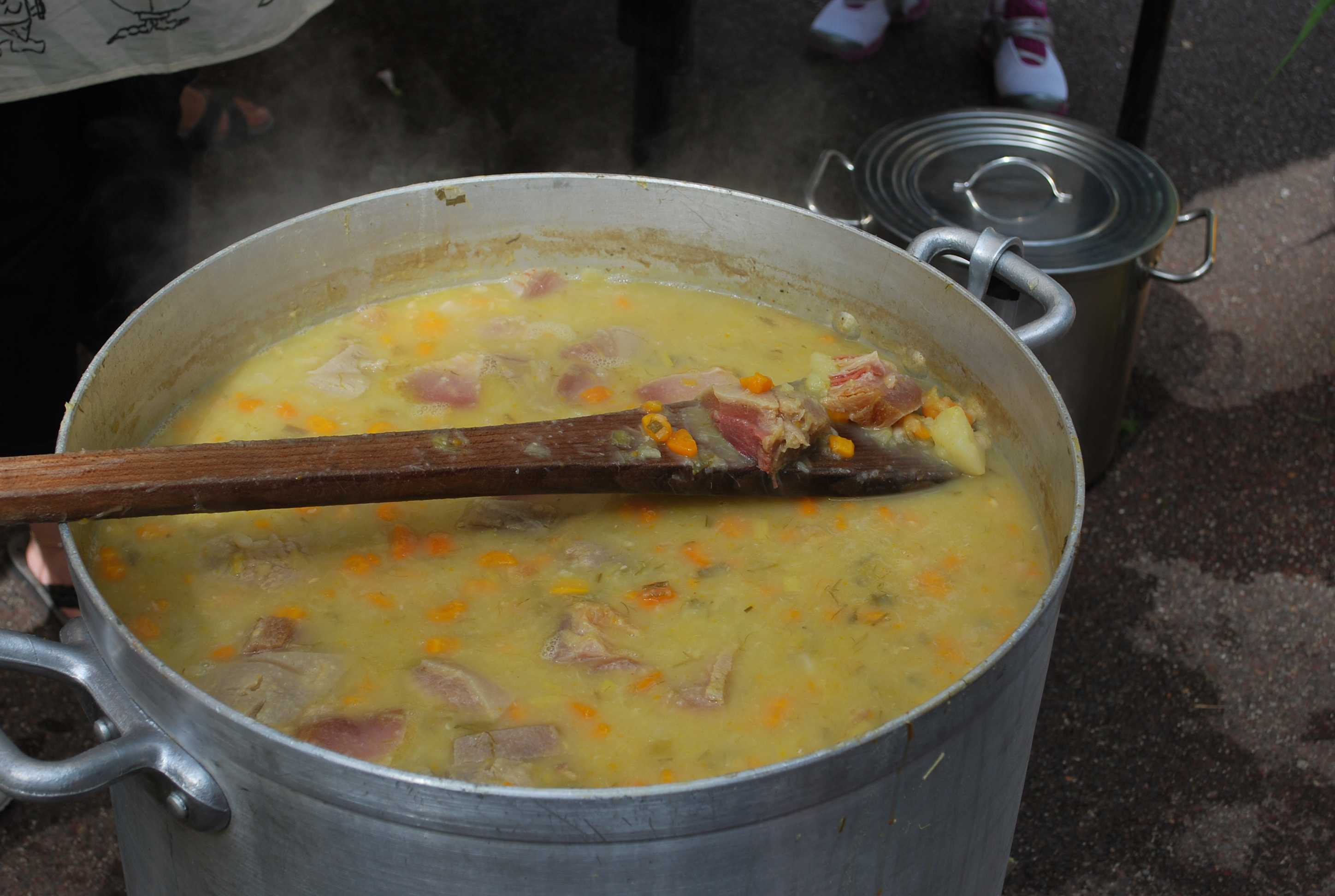

On distingue bien, dans les Landes, la « soupe de chou » avec du chou cabus, et la garbure ou « soupe de garbure », puisque le mot « garbure » désigne également le légume : le chou cavalier.

## Garbure gersoise
La garbure gersoise est faite à base de chou vert, pommes de terre, carottes, poireau, navet et oignon, et nécessite de gros haricots blancs (tarbais, de préférence) ainsi que du confit de canard (un magret et une cuisse), relevé de gousses d’ail, de branches de persil, de sel et de poivre. Si elle constituait l’aliment de base et la soupe quotidienne des paysans d’autrefois, elle a gagné en sophistication en s’enrichissant de viandes grasses diverses. Ce qui lui permet de s'afficher sous des dénominations plus élaborées, « comme dans le Gers où l'on propose “le pot au feu de canard et sa feuille de chou” qui conjugue la référence à la tradition — le pot au feu — et la métonymique feuille de chou, gage de modernité ».

## Accord mets et vin

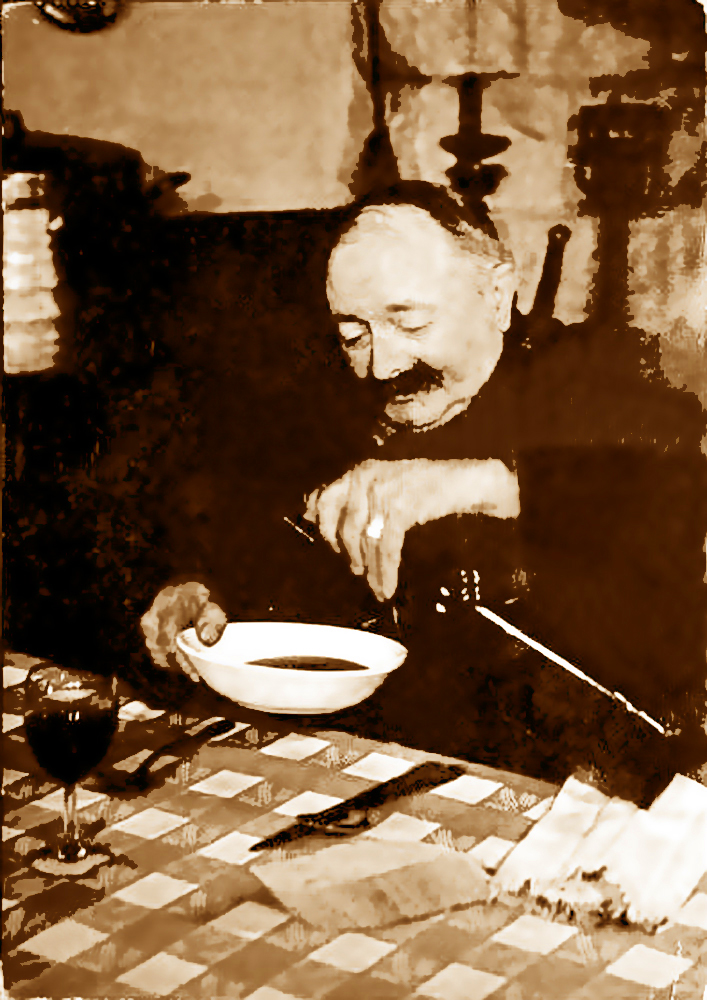
Chabrot, ou goudale, sur garbure.

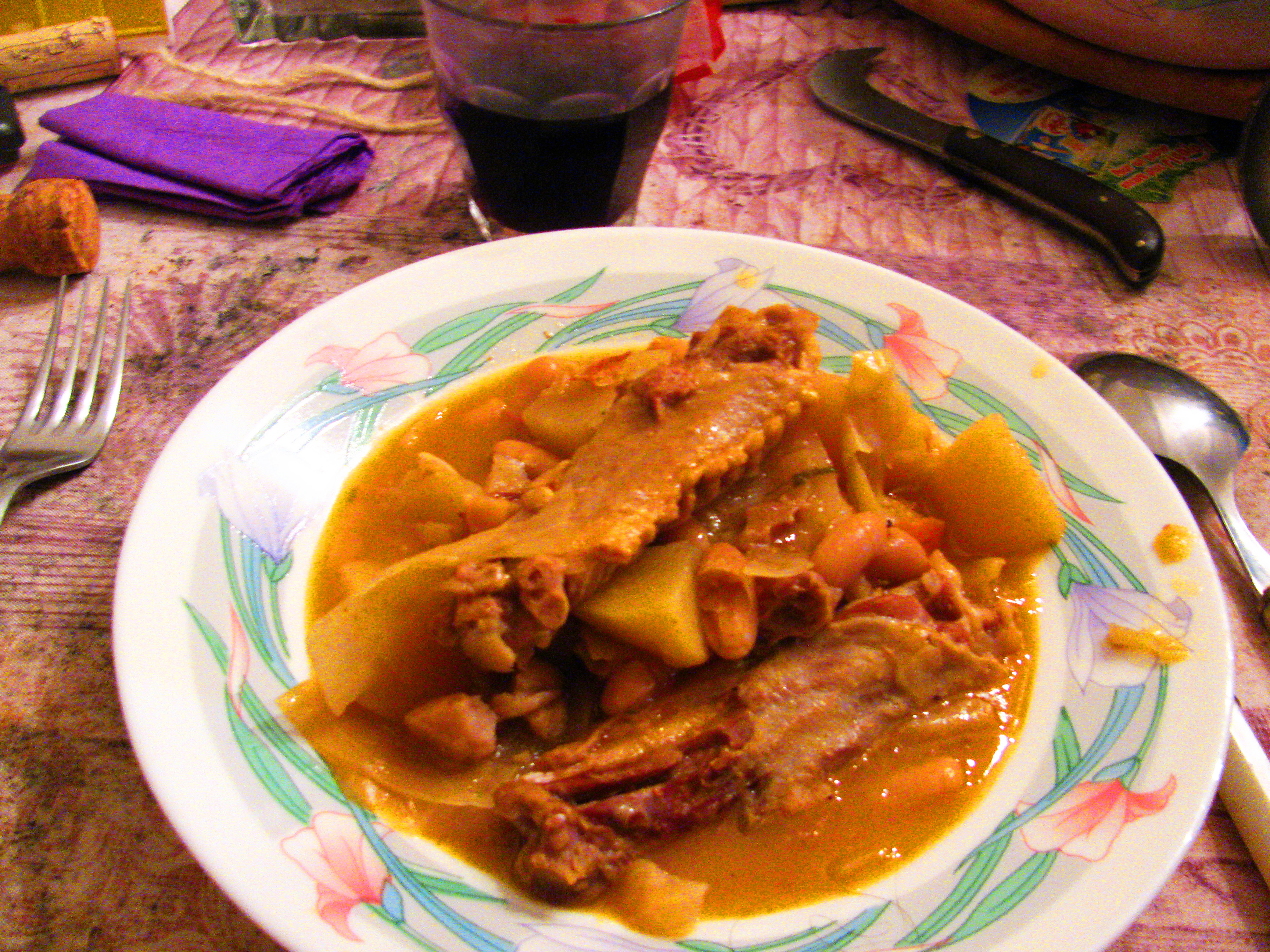
Garbure landaise et tursan rouge.

On l'accompagne traditionnellement d'un vin rouge charpenté de la région, comme le madiran, un gaillac, un irouléguy ou encore un fronton. Mais il est parfaitement judicieux de servir un vin blanc tel que le gaillac, le pacherenc-du-vic-bilh sec ou un bergerac.
Sa dégustation peut se terminer par le traditionnel chabrot, en gascon goudale (de « goulade, goulée »). Le mélange de soupe et de vin se fait selon des proportions qui sont propres à chacun. Une seule règle établie voulait que l'on versât du vin jusqu'à ce que la cuillère posée au fond de l'assiette fût cachée. Pourtant, « les esprits malicieux observaient que la part du vin augmentait sensiblement quand il était fourni par un invitant. Pour les yeux sensibles et les citadins, le produit n'est pas toujours engageant. On lui attribue généralement des vertus énergétiques et réconfortantes ». De nos jours, la disparition de la calotte (assiette à soupe), après celle de l'écuelle et de la terrine, a quasiment éliminé cette pratique, puisque les assiettes à soupe plates ne s'y prêtent pas étant donné qu'il est malaisé de boire leur contenu.

## Garburade

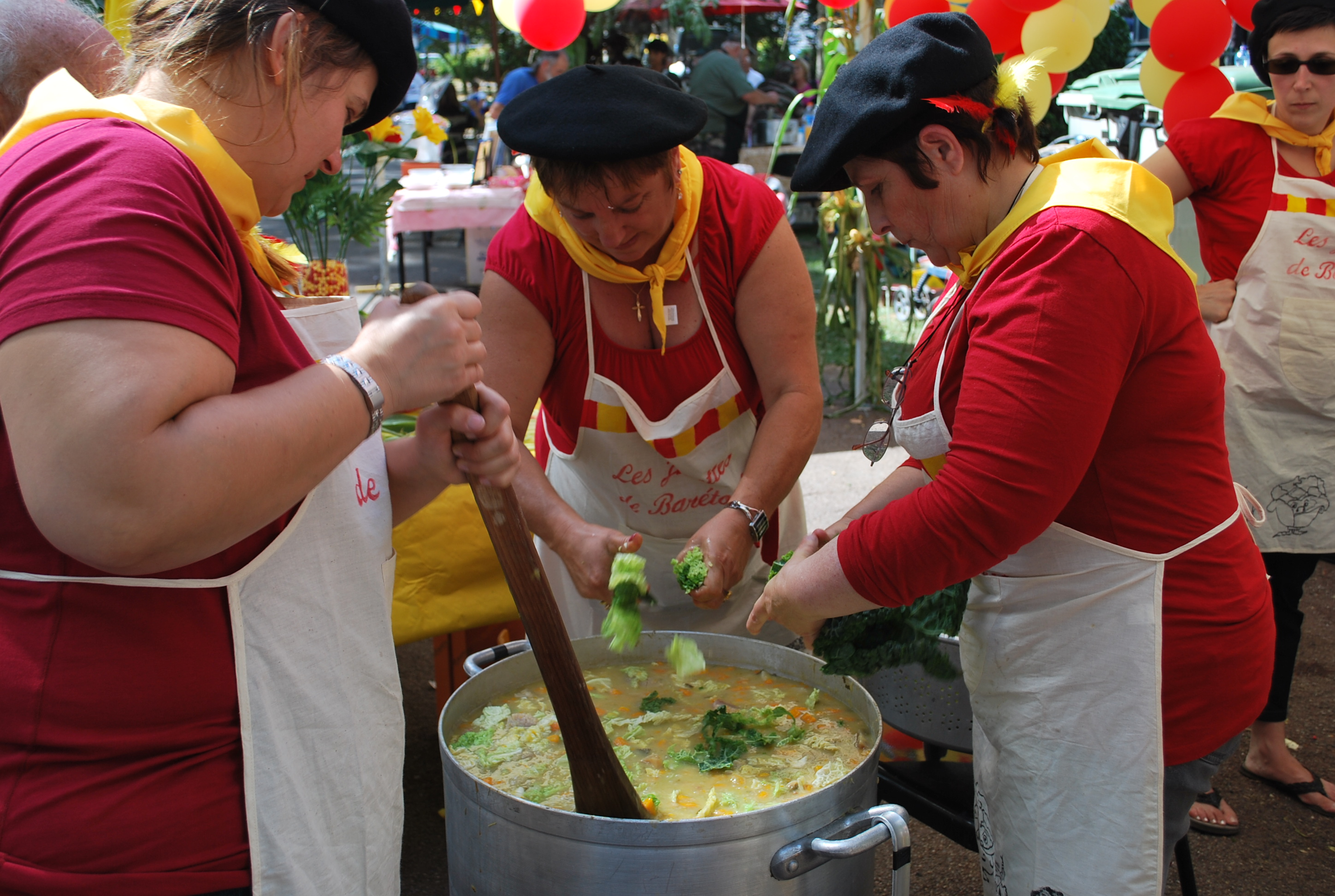
Garburade à Oloron-Sainte-Marie, des Pyrénées-Atlantiques, en 2010.

Depuis plus de vingt ans, le premier week-end de septembre est organisé, à Oloron-Sainte-Marie (Pyrénées-Atlantiques), le championnat du monde de garbure, la Garburade, un concours pendant lequel s'affrontent une trentaine d'équipes pour élaborer la meilleure garbure. Le soir, point culminant de la fête, 1 500 convives se retrouvent autour des grandes tables, décorées aux couleurs des diverses équipes, pour déguster les garbures du championnat.
Le lundi des fêtes de Ger (dernier week-end de juillet), une garburade géante est organisée par les jeunes et des anciens du village. Cette manifestation attire plus de 1 500 convives pour déguster ce plat et festoyer au son des bandas qui animent la soirée.

## Littérature
Dans la littérature, la garbure est le seul mets économiquement accessible au pauvre Capitaine Fracasse (le baron de Sigonhac). Dans le premier chapitre du roman de 1863 de Théophile Gautier, il est dit : « Le Baron s’assit en silence devant la petite table, après avoir répondu d’un geste de main bienveillant au salut respectueux de Pierre. Celui-ci détacha la marmite de la crémaillère, en versa le contenu sur son pain taillé d’avance dans une écuelle de terre commune qu’il posa devant le Baron ; c’était ce potage vulgaire qu’on mange encore en Gascogne, sous le nom de garbure. »
Alexandre Dumas (père) (auteur entre autres des aventures de D'Artagnan et des Trois Mousquetaires) en donne quelques recettes dans son Grand dictionnaire de cuisine de 3 000 recettes de 1873, et cite « On donne ce nom à un potage gascon à font gratiné ».
Dans La Révolte des anges de 1914, d’Anatole France, « Clodomir demande à ses hôtes s’ils sont contents de la garbure, qui pour se réduire, est restée vingt-quatre heures au feu, et leur vante le vin de Beaujolais qu’ils ont bu. » (La Révolte des Anges, Anatole France, Gallimard, Paris, p. 818-819)
En plus contemporain, la garbure est un des plats préférés du commissaire Adamsberg, héros des romans de Fred Vargas.